# Cenodocus laosensis
Cenodocus laosensis är en skalbaggsart som beskrevs av Stefan von Breuning 1965. Cenodocus laosensis ingår i släktet Cenodocus och familjen långhorningar.
Artens utbredningsområde är Laos. Inga underarter finns listade.